# 俄羅斯基輔車隊

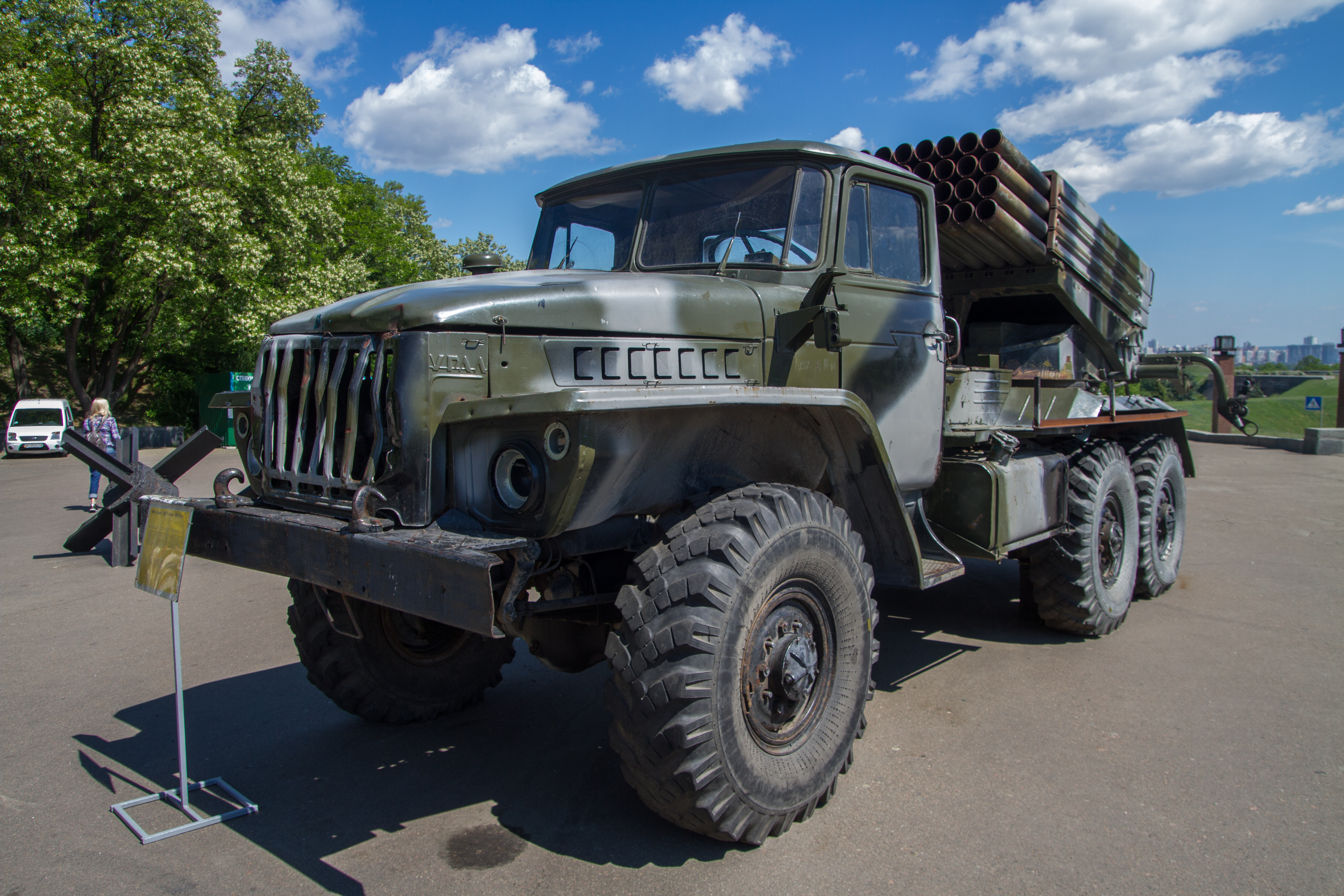
2014年被烏克蘭軍隊俘獲的俄羅斯軍車，與八年後的車隊軍車同類型。

俄羅斯基輔車隊是一支參與了2022年俄羅斯入侵烏克蘭，龐大的俄羅斯軍車縱隊，全長約64（40英里）。其最初以威脅烏克蘭首都基輔而聞名，但後來因不明原因而停止。《BBC》引用英國退休中將理查德·巴倫斯（Richard Barrons）的說法，指大量的士兵和車輛卡在泥濘中，並也存在了燃料和食品短缺問題，還可能因烏克蘭軍方的襲擊而受阻滯。《經濟學人》指緩慢的步伐和雜亂無章的軍事編隊反映俄羅斯在戰爭中的問題。

## 背景
據報導指，俄羅斯曾希望迅速佔領基輔，推翻烏克蘭政府，從而建立親俄傀儡政權。俄羅斯頓重兵於白俄羅斯，該部隊越過邊界入侵烏克蘭北部，而其他部隊則從南部的頓巴斯、盧甘斯克和克里米亞發動攻勢。

## 成形

### 行動
2022年2月28日星期一，麥克薩科技首次在衛星圖像中發現基輔車隊。車隊從白俄羅斯進入烏克蘭，向南越過普里莫爾斯克，然後是伊萬基夫。車隊顯然正前往烏克蘭首都基輔，為計畫進攻基輔準備工作的一部分，目的可能是為了包圍和威脅基輔。然而，根據英國國防部於2022年3月7日公佈的最新情報：「由於烏克蘭的頑強抵抗、機械故障和交通堵塞，俄羅斯向基輔進發的大型縱隊主體距離市中心仍有30多公里。」據《時代雜誌》報導，截至3月1日，車隊距離市中心25（16英里），然後據報導稱車隊在基輔外25至30公里處停滯不前。

### 組成和大小
3月2日，該車隊估計已載有多達15000名士兵。車隊本身由各種軍用車輛組成，衛星畫面顯示，三輛車輛並排停放在更寬的路段上。車隊以其規模而聞名，綿延約65（40英里）。車隊的衛星照片顯示，該縱隊由俄羅斯補給卡車、部隊、武器和大砲組成。路透社初時報導車隊約27（17英里），後來修改了車隊的規模，估計其比之前評估的要龐大，長64（40英里），據《獨立報》估計，到3月1日，車隊的長度已從最初估計的27（17英里）增加到64（40英里）。

### 空中掩護
車隊受到移動防空系統的保護。現時尚不清楚這些措施的效果如何，因為烏克蘭的拜卡「旗手」TB2無人機在3月1日之前已經成功攻擊並「摧毀了三個 （俄羅斯）SAM導彈系統和四門152口徑火砲，以及10多輛卡車和幾輛坦克」（20:49）。土耳其製造的TB2無人機之成功，部分歸因於俄羅斯未能在戰爭開始階段取得制空權，以及俄羅斯的協調和溝通不力（20:53）。因此，烏克蘭指揮官正在考慮使用它們來對付車隊，但他們可部署的TB2無人機相對較少，很少有烏克蘭軍事人員接受過操作這些無人機的訓練，俄羅斯軍隊或許能夠通過全球定位系统信號追踪並擊落它們 。此外，到了3月3日，航空研究員賈斯汀·布朗克表示，俄羅斯軍隊似乎已經將更多的防空系統安置在車隊周圍（21:40）。布朗克辯稱，車隊因此成為「烏克蘭空軍非常、非常困難的目標」，因為其位於白俄羅斯和烏克蘭邊界沿線的S-400導彈系統的射程之內，可能除了是低空的飛行，烏克蘭幾乎沒有任何常規載人飛機可以對其有效攻擊（21:46）。

## 停滯原因

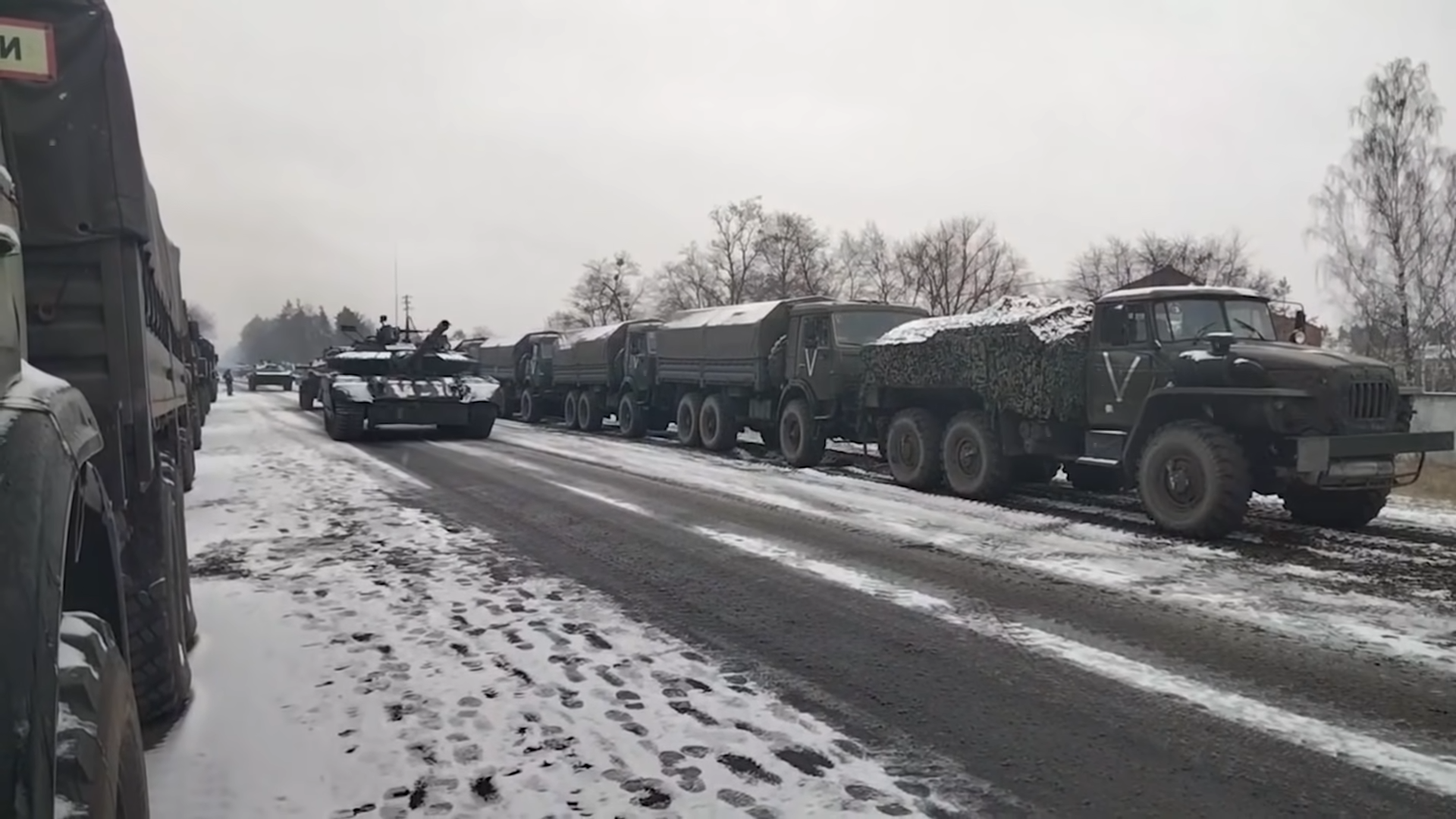
2022年3月7日，基輔地區的一支俄羅斯裝甲縱隊。

車隊在開戰8天後距離基輔市中心約30（19英里）停滯不前，據美國國防官員稱，截至2022年3月7日，該車隊已有幾天沒有移動。關於車隊為何停滯不前的討論很多。總體而言，英國國防部指出，截至3月7日，車隊因「烏克蘭的頑強抵抗、機械故障和交通堵塞而阻滯，三天多來，該車隊幾乎沒有取得明顯進展，」
- 燃料和食物短缺：許多評論認為車隊因燃料和食物短缺而停滯不前[2][19]。在區域衝突中，燃料和供應問題已經顯而易見，卡車和車輛的燃料耗盡導致它們被遺棄。在某些情況下，俄羅斯士兵甚至向當地烏克蘭人索要車輛燃料[20][1]。
- 天氣、地形和堵塞：其他媒體稱車輛陷入泥潭，引發交通堵塞[13]。有大量證據表明，俄羅斯車輛無法穿越泥濘或沼澤的地形。在這種情況下，由於2022年溫和的冬天，泥濘並沒有凍結成堅土。社交媒體廣泛發布了俄羅斯士兵因重型車輛被困在泥漿而遺棄車輛後的圖像[11]。這個問題在烏克蘭北部尤為顯著，隨著春季季節性解凍，無路季節在更多地區蔓延，讓情況變得更糟[11]。
- 烏克蘭的攻擊：其他人則表示，這是因為烏克蘭軍方的襲擊，但現時幾乎沒有這方面的資訊。有人暗示，該車隊要麼遭到大炮、土耳其製造的無人機，要麼遭到地面伏擊[1][3][2]。
- 輪胎和維護，車輛維護不善和廉價輪胎在長時間不活動後導致故障也被認為是車隊失速的原因[1][20][21]。特倫特·特倫科（Trent Telenko）曾是五角大樓參謀部專家和軍事史作家，卡爾·魯斯（Karl Ruth）是美國政府顧問和經濟學家，他們都支持輪胎和維修理論，特倫科還指出，俄羅斯軍隊「根本無法在『泥濘季節』越野冒險」[22]。
- 待命：其他評論認為，車隊只是在等待時機建立前沿作戰基地[23][24]。
- 總體規劃和組織混亂：簡斯訊息服務的理論是，俄羅斯對入侵烏克蘭的總體準備不足，再加上自二戰以來俄羅斯從未進行過如此大規模的行動，導致了通信問題，不同的部隊無法協同工作，基輔裝甲部隊的停滯不前和明顯的混亂就是其結果[25]。

## 戰略分析
評論認為，在該車隊出現後不久，意圖進入烏克蘭，向南移動到基輔，然後發動圍城攻勢。
2022年3月3日，CNN援引芬蘭前國防情報專家馬爾蒂·卡里的話，從戰略上講，停滯不前的車隊有兩個主要威脅。首先，現時陷入停滯的車隊很容易成為遭受攻擊的目標，最終可能會被摧毀；第二，陷入停滯的車隊，隨著其內部局勢的惡化，顯然不僅會給車隊中的人，而且會給其他聽說其困境的俄羅斯軍隊帶來士氣問題。
一些評論指出，車隊中的部隊載有許多補給卡車，車隊中之士兵吃了卡車的補給而倖存下來，這些補給本來是車隊打算運送給其他部隊的。一些人將車隊緩慢的步伐和後勤問題視為俄羅斯在戰爭中總體能力低下的象徵。
車隊預計將構成對圍攻基輔計畫的一部分，車輛和部隊將展開攻勢，或者它可能只是一個補給車隊，為已經在該地區作戰的部隊補充食品和彈藥，或者其目的可能是建立一個攻擊基輔的前沿行動基地。

## 烏克蘭的反擊
美國廣播公司3月3日報導稱，烏克蘭武裝部隊使用反坦克武器襲擊地面，摧毀了許多車輛。報導指出，進攻部隊故意襲擊了車隊的起點，摧毀了那裡的車輛。這反過來又造成了路障，使車輛無法行駛，從而使整個車隊陷入停滯，因此車隊無法再靠近基輔。3月11日，一名美國國防部高級官員表示，烏克蘭軍隊用地面火力對車隊進行了幾次襲擊，例如使用西方國家交付的肩扛式FGM-148標槍反坦克導彈。戰略襲擊導致車隊陷入停頓，車隊內被摧毀的部分「實質上造成了路障」，並造成交通堵塞，阻止車隊前進。在基輔運營的烏克蘭單位在車隊預定道路上設定了各種障礙物和路障，包括停放有軌電車、公共汽車和大型車輛。
烏克蘭狙擊手從他們的陣地與軍隊交戰，並殺死了個別俄羅斯士兵。車隊的俄羅斯高級官員已被烏克蘭狙擊手擊斃。3月3日，中央軍區第41聯合武裝集團軍副司令安德烈·蘇霍維茨基少將冒險前往基輔西北64（40英里）的車隊前方時，被烏克蘭狙擊手擊斃。他是首個已確認在入侵烏克蘭中陣亡的俄羅斯將領。

## 重新部署與撤退
到2022年3月11日，一些分隊已經脫離車隊並部署了射擊陣地。雖然車隊的大部分人仍在路上，但包括大砲在內的一部分已經離開主車隊，並開始在霍斯托梅爾附近佔據陣地。一部份分隊在盧布揚卡和附近的森林中建立了陣地。3月16日，美國國防部在對俄羅斯軍隊缺乏進展的總結中表示，俄羅斯在基輔以北的車隊仍然停留在原地，沒有取得進展。但在3月31日，五角大樓表示，尚不清楚前往基輔的俄羅斯車隊是否仍然存在，指車隊從未真正完成他們的目標。
2022年4月2日，在俄羅斯軍隊撤離烏克蘭北部後，烏克蘭國防部宣布整個基輔州已經沒有入侵者。